# Font de la Plana (el Meüll)
La Font de la Plana és una font del terme municipal de Castell de Mur, en territori del poble del Meüll, de l'antic municipi de Mur, al Pallars Jussà.
Està situada a 952 m d'altitud, a la capçalera del barranc de la Plana, al bell mig de la partida de la Plana.